# Marie Cachet
Marie Cachet (18 de enero de 1988) es una escritora francesa conocida por sus obras Le besoin d'impossible (2016) y The Secret of the She-Bear (2017).
En 2013 lanzó, junto a Varg Vikernes, una película independiente, Forebears.

## Biografía
Cachet conoció a Varg Vikernes mientras cumplía una condena en prisión en Noruega y ella se estaba graduando de la escuela. El hijo mayor de la pareja nació antes de que Vikernes saliera de prisión en 2009. La familia primero vivió en Noruega antes de mudarse a Francia definitivamente. En la actualidad, reside en una zona rural de Lemosín junto a su marido y sus siete hijos; TíwaR (2007), Èloi, Sówili, Baldur, Bjørn, Maia (2018), y una niña (2021). La familia habla tanto noruego como francés. Los niños no asisten a una escuela pública, ya que son escolarizados en casa. Cachet publica regularmente vídeos en su canal de Youtube sobre temas paganos, el curso de la naturaleza y las estaciones. Su sistema de cultivo se basa en los principios de la permacultura.
En julio de 2013, ella y su marido fueron arrestados por las autoridades francesas en su domicilio con la sospecha de que estaban preparando un ataque terrorista y tras la adquisición legal de armas de fuego por parte de Cachet. La policía entró a la fuerza en su casa y se los llevaron a comisaría para abrir una investigación. Sin embargo, fueron puestos en libertad sin cargos dos días después al no encontrarse pruebas en contra de ellos.

## Obras

### En francés
- Le besoin d'impossible (2016)
- Le secret de l'Ourse: Une clé inattendue pour la compréhension des mythologies, traditions et contes européens (2016)

### En inglés
- The Secret of the She-Bear: An unexpected key to understand European mythologies, traditions and tales (2017)

### Junto a Varg Vikernes
- Paganism explained. Part I: Thrymskvida (2017)
- Paganism explained. Part II: Little Red Riding Hood & Jack and the Beanstalk (2017)
- Paganism explained. Part III: The Cult of Mithra & Hymiskvida (2018)
- Paganism explained. Part IV: Valholl & Odinn in Yggdrasill (2018)
- Paganism explained. Part V: Ásgardr, Vanaheimr & the Nine Worlds of Hel (2019)